# Eleições presidenciais no Tajiquistão em 2006
As eleições presidenciais foram realizadas no Tajiquistão em 6 de novembro de 2006. O resultado foi uma vitória para o atual presidente Emomali Rakhmov, que ganhou um terceiro mandato após receber 79% dos votos.

## Campanha
Um comício dos partidos de oposição foi interrompido. De acordo com a BBC, nenhum dos quatro candidatos que se opõem a Rakhmov o criticaram publicamente, e a Organização para a Segurança e a Cooperação na Europa disse que "[n]o sinais de uma campanha competitiva foram observados até agora".

## Conduta
Os monitores eleitorais da CEI declararam as eleições "legais, livres e transparentes", enquanto a OSCE as condenou, e a eleição foi chamada de "falha e injusta, mas pacífica".

## Resultados
| Candidato                            | Partido                              | Votos     | %    |
| ------------------------------------ | ------------------------------------ | --------- | ---- |
| Emomali Rakhmov                      | Partido Democrático Popular          | 2,419,192 | 79.3 |
| Olimzhon Boboyev                     | Partido da Reforma Econômica         | 190,148   | 6.2  |
| Amir Qaroqulov                       | Partido Agrário                      | 156,991   | 5.2  |
| Ismoil Talbakov                      | Partido Comunista                    | 159,493   | 5.2  |
| Abduhalim Ghafforov                  | Partido Socialista                   | 85,295    | 2.8  |
| Votos inválidos/em branco            | Votos inválidos/em branco            | 39,529    | –    |
| Total                                | Total                                | 3,054,573 | 100  |
| Eleitores registrados/comparecimento | Eleitores registrados/comparecimento | 3,356,221 | 90.9 |